# تونشند (كورنوال)
تونشند (بالإنجليزية: Townshend, Cornwall)‏ هي قرية تقع في المملكة المتحدة في كورنوال.